# Künstlerhaus Lukas

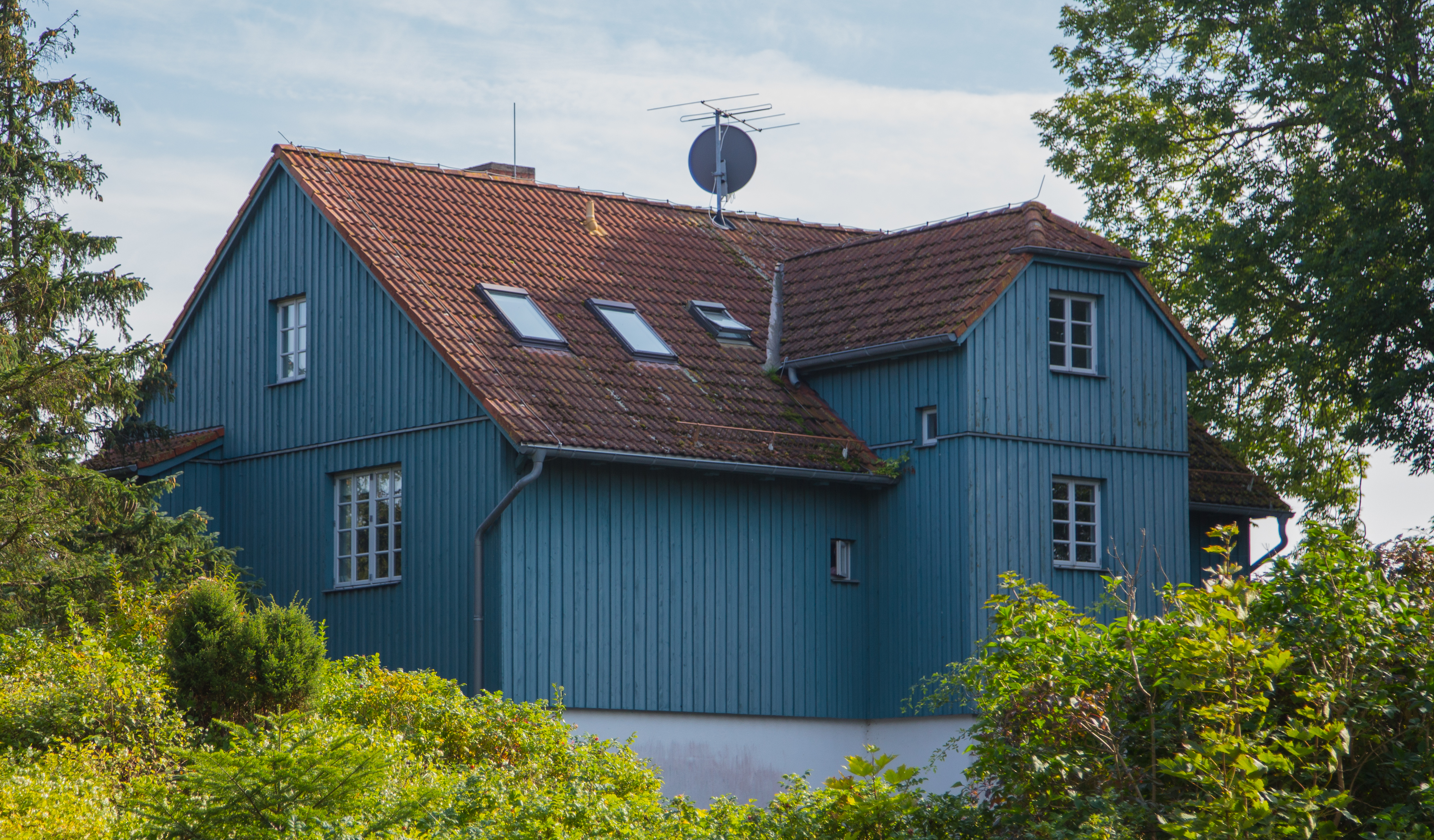
Künstlerhaus Lukas (2017)

Das Künstlerhaus Lukas in Ahrenshoop in Mecklenburg-Vorpommern ist eines der ältesten Künstlerhäuser in Deutschland; es ist ein Ort kulturellen Austauschs und steht Künstlern als Stipendiaten-Haus zur Verfügung.

## Geschichte und Trägerschaft
Der Maler Paul Müller-Kaempff, Mitbegründer der Künstlerkolonie Ahrenshoop, errichtete das Gebäude 1894 als Pensions- und Atelierhaus für seine Malschülerinnen. Er benannte es nach dem Schutzpatron der Maler „St. Lucas“. Seit dieser Zeit ist das Haus ein Ort der Kunst. Von 1895 bis 1914 nahm es vor allem angehende Künstlerinnen auf, denen die Ausbildung in den Kunstakademien damals noch verwehrt war. Bis 1908 betrieb Müller-Kaempff die Pension noch selbst, bis er sie 1914 an ein Fräulein von Schack aus Schwerin verpachtete. Nach den Wirren des Ersten Weltkrieges verkaufte er es 1919 an Bernhard Saatmann, der einen Friseursalon im Haus einrichtete und daneben die Pension für bildende Künstler und Schriftsteller erfolgreich weiter betrieb. Nachdem das Haus 1944/45 zahlreiche Kriegsflüchtlinge beherbergte, eröffnete Saatmann ab 1946 den Pensionsbetrieb erneut, übergab ihn jedoch 1959 an das Ministerium für Kultur der DDR. Die Bewirtschaftung erfolgte nun über den Kulturbund der DDR. Mit dem Tod Saatmanns im Jahre 1966 endete auch dessen Friseurladen, und das Haus Lukas, wie es mittlerweile hieß, diente nun als Erholungsheim für Kulturschaffende.
1979 ging das Haus Lukas in das Eigentum des Kulturfonds der DDR über und bot vor allem Künstlern aus dem Theater- und Filmbereich Erholungsmöglichkeiten. Nach der Wiedervereinigung Deutschlands wurde die 1990 errichtete Stiftung Kulturfonds deren bundesdeutsche Rechtsnachfolgerin und Trägerkörperschaft des Künstlerhauses. So wurde das Haus seit 1994 mit der Vergabe von Aufenthaltsstipendien Arbeitsstätte von Künstlern der gesamten Bundesrepublik. 1997/98 wurde das Künstlerhaus Lukas für ein Jahr geschlossen, um das Gebäude von Grund auf zu renovieren und die Räumlichkeiten zu erweitern.
2006 wurde das Haus vom Land Mecklenburg-Vorpommern übernommen. Der Verein „Künstlerhaus Ahrenshoop e. V.“ übernahm den Betrieb des Künstlerhauses Lukas als internationales Haus mit erneuter Erweiterung der Arbeitsräume und mit einer Erweiterung des Programms auf Nordeuropa. Die Gemeinde Ahrenshoop sorgt für die Pflege und den Erhalt des Gebäudes. Die Grundfinanzierung erfolgt durch das Ministerium für Bildung, Wissenschaft und Kultur des Landes Mecklenburg-Vorpommern, ergänzt durch Kooperationen mit anderen Institutionen und privaten Spenden. Dazu zählt der Verein „Neue Kunst hat Freunde“, der sich als ein an zeitgenössischer Kunst interessierter Freundeskreis versteht, der die Arbeit des „Künstlerhaus Ahrenshoop e. V.“ im Künstlerhaus Lukas und im Neuen Kunsthaus Ahrenshoop unterstützt.
Die Leitung der Institution oblag von 2006 bis 2021 der Grafikkünstlerin Gerlinde Creutzburg. Ihre Nachfolgerin ist seit Oktober 2021 die Kulturwissenschaftlerin Olivia Franke.

## Aufgaben
Das Künstlerhaus Lukas fördert durch die Vergabe von Aufenthaltsstipendien professionelle Künstler in den Sparten Bildende Kunst, Literatur, Tanzperformance und Komposition. Als internationale Begegnungsstätte und Ort für künstlerische Arbeit bietet es die Möglichkeit, Kurzzeitstipendien oder Workshopwochen für eine konzentrierte Arbeitsphase in Anspruch zu nehmen. „Besonderer Wert wird darauf gelegt, interessante Kooperationen zwischen den Künsten zu ermöglichen. Der internationale Kontext zu den Ostsee-Anrainerstaaten steht hierbei im Mittelpunkt. Mit seinem Programm dient das Künstlerhaus Lukas der Begegnung und dem Austausch von Künstlern unterschiedlicher Disziplinen und Nationalitäten sowohl untereinander als auch mit einem interessierten Publikum.“ Die Zusammenarbeit mit dem Neuen Kunsthaus Ahrenshoop sowie den regionalen und internationalen Partnern und die zahlreichen Publikationen des Vereins ermöglichen den Stipendiaten eine umfassende Betreuung und Präsentation ihrer Arbeiten. Ein monatlicher Tag der offenen Tür am jeweils letzten Sonntag im Monat mit Atelierbesichtigungen, Lesungen, Ausstellungen, Konzerten oder Performances bietet Einblick in die aktuellen Arbeiten vor Ort.

## Partner
Bereits seit 1994 werden Künstler aus den Ostsee-Anrainerstaaten in das Künstlerhaus Lukas eingeladen. Seit 1998 wird der Austausch mit Nordeuropa durch wechselseitige Stipendien und Arbeitsaufenthalte verstärkt. Partner des Hauses sind die Kulturverwaltung des Berliner Senats, verschiedene Botschaften Nordeuropas, die Kunststiftung des Landes Sachsen-Anhalt sowie zehn Institutionen in Nord- und Osteuropa. Seit 2008 besteht eine enge Kooperation mit der Stiftung Kunstmuseum Ahrenshoop, die jährlich ein zweimonatiges Ehrengaststipendium vergibt.
Die Kooperation mit verschiedenen kulturellen Institutionen in Mecklenburg-Vorpommern ermöglicht den Stipendiaten weitere Präsentationen ihrer künstlerischen Arbeit während oder nach ihrem Stipendium. Seit 2009 stellt das Neue Kunsthaus Ahrenshoop sein Ausstellungsprogramm vollständig in die Dienste der Stipendiaten des Künstlerhauses Lukas. Das Programm umfasst Dokumentationen, Themenausstellungen und Werkschauen sowie jährlich etwa drei Ausstellungsprojekte im Rahmen der wachsenden internationalen Vernetzung. In der von beiden Häusern gemeinsam betriebenen Edition Hohes Ufer Ahrenshoop erscheinen originalgrafische Buchobjekte und Kataloge sowie die Ahrenshooper Seiten, die jährliche Dokumentation über die Arbeit der Stipendiaten.
Folgende Partnerinstitutionen in der Region bieten derzeit ihre Zusammenarbeit an:
- Neues Kunsthaus Ahrenshoop und Kunstkaten Ahrenshoop
- FAMAKunststiftung / Stiftung Kunstmuseum Ahrenshoop
- Literaturhaus Kuhtor Rostock
- Hochschule für Musik und Theater Rostock
- Caspar-David-Friedrich-Institut der Universität Greifswald
- Galerie im Kloster Ribnitz-Damgarten
- Galerie Wismar
- FilmLand M-V gGmbH

Folgende internationale Partnerinstitutionen bieten derzeit ihre Zusammenarbeit an:
- Ostseezentrum für Schriftsteller und Übersetzer in Visby, Gotland, Schweden
- Gunnarshús Reykjavík, Island
- Kunstmuseum Ystad, Schweden
- Grafikenshus Mariefred, Schweden
- Kultur- und Kommunikationszentrum, Klaipėda, Litauen
- Zentrum für Zeitgenössische Kunst, Kaliningrad, Russland
- NES – Artist Residency Skagaströnd, Island
- Internationales Komponistenzentrum Visby, Gotland, Schweden
- Villa Muramaris in Visby, Gotland, Schweden
- KKV Grafikwerkstatt und KKV Skulpturenwerkstatt Monumental, Malmö, Schweden

## Stipendien

### Leistungen und Einrichtungen
Das Künstlerhaus Lukas ermöglicht alle zwei Jahre bis zu 135 Stipendien für Arbeitsaufenthalte im Künstlerhaus Lukas in Ahrenshoop und für die Orte seiner Austauschpartner in den Ostsee-Anrainerstaaten und Nordeuropa. Das Programm umfasst vor allem einmonatige Aufenthalts- und Austauschstipendien, des Weiteren aber auch die Vergabe einmonatiger Workshop- sowie zweimonatiger Projektstipendien.
Die Stipendien im Künstlerhaus Lukas sind mit einem kostenfreien Aufenthalt und einem monatlichen Betrag von bis zu  € 1000 dotiert. Die Höhe der Stipendiengelder ist abhängig von der Stipendienform sowie der Bewilligung jährlich beantragter Fördergelder der Partnerinstitutionen. Im Künstlerhaus können bis zu sieben Stipendiaten gleichzeitig wohnen und arbeiten; die Apartments stehen mietfrei zur Verfügung. Sie bestehen entweder aus einem kombinierten Wohn- und Arbeitsraum oder einem Wohnraum mit dazugehörigem Atelier und sind inklusive Bad und Internetanschluss komplett eingerichtet. Zur Verfügung stehen ein kleines Fotolabor, ein Arbeitsraum für Grafik und Buchdruck sowie Buchbindung. Es gibt zwei Gemeinschaftsküchen, je einen Veranstaltungs- und Aufenthaltsraum sowie zwei Terrassen. Ehemalige Stipendiaten können Apartments zu freien Zeiten zur weiteren Arbeit anmieten.

### Vergabepraxis
Die Ausschreibung für die Stipendien erfolgt alle zwei Jahre für die Bereiche
- Bildende Kunst mit den Teilbereichen Bildhauerei, Malerei, Grafik, Fotografie, Künstlerbuch, Kunsthandwerk/Design und Video
- Literatur, Literarische Übersetzung, Drehbuch
- Tanz, Choreografie und Performance
- Komposition.

Die Auswahl trifft eine vom Beirat des „Künstlerhaus Ahrenshoop e. V.“ berufene achtköpfige Fachjury.
Um ein Stipendium im Künstlerhaus Lukas können sich alle Künstler bewerben, die professionell arbeiten und ihren Lebensmittelpunkt in Deutschland, in einem der Ostsee-Anrainerstaaten sowie in Norwegen oder Island haben. Es bestehen keine Einschränkungen hinsichtlich der Nationalität und des Alters der Bewerber. Das Stipendium im Künstlerhaus Lukas sowie bei seinen Austauschpartnern ist ein Aufenthaltsstipendium mit Residenzpflicht.

### Bekannte Stipendiaten
- Andre Bartetzki (Komponist)
- Jürgen Brodwolf (Skulptur, Zeichnung, Buchkunst)
- Ulrike Draesner (Prosa, Lyrik)
- Tanja Dückers (Prosa)
- Michael Flade (Komponist)
- Wilhelm Genazino (Prosa)
- Marcus Jensen (Autor)
- Grit Kalies (Physikochemikerin und Autorin)
- Georg Katzer (Komposition)
- Péter Kőszeghy (Komponist)
- Andreas Kunstein (Komponist)
- Ute-Christine Krupp (Prosa, Lyrik, Hörspiele)
- Helge Leiberg (Malerei)
- Via Lewandowsky (Bildhauer/Skulptur)
- Stephan Lohse (Prosa)
- Peter Machajdík (Komposition)
- Florian Neuner (Prosa)
- Helmut Oehring (Komposition)
- Benjamin Ochse (Kurator, Fotografie)
- Norman Ohler (Prosa)
- Jürgen Paas (Bildhauer/Installation)
- Helga Paris (Fotografie)
- Marion Poschmann (Autorin)
- Adrian Sauer (Fotograf)
- Philipp Schack (Maler)
- Hinrich Schmidt-Henkel (Literarische Übersetzung)
- Ingo Schulze (Prosa)
- Katrin Stangl (Illustratorin)
- Sven Taddicken (Regisseur, Drehbuchautor)
- Holger Walter (Bildhauer)

## Ausstellungen
In Zusammenarbeit mit dem Neuen Kunsthaus wurden seit 1996 u. a. folgende Ausstellungen gemeinsam ausgerichtet:
- 2008/09: Solitude – Landschaft im Aufbruch
- 2008: Distanzen
- 2008: Drei Plus
- 2007: baden gehen / zeichnen
- 2005/06: Zeichenwende
- 2005, 2006, 2007, 2008, 2009: 3 + 3 junge kunst aus drei ländern
- 2004: Kunststück Ahrenshoop
- 2002: Triade

Zur Beziehung von Literatur und Bildender Kunst:
- 2001, 2003, 2005, 2007, 2009: Das Künstlerbuch
- 2006: Verstecke
- 2000: Und das ist alles ernst. Zu Texten von Johannes Bobrowski
- 1998: Beziehungsweisen. Zu Texten von Oskar Pastior

## Veröffentlichung des Künstlerhauses
Das Künstlerhaus Lukas und das Neue Kunsthaus Ahrenshoop geben gemeinsam in der „Edition Hohes Ufer Ahrenshoop“ eigene Ausstellungskataloge, Künstlerbücher, Buchobjekte und Textsammlungen heraus:
- 2008: SOLITUDE Malerei, Grafik, Skulptur, Künstlerbuch, Fotografie und Installation, ISBN 978-3-934216-47-1
- 2006: VERSTECKE. Malerei, Grafik, Skulptur. Künstlerbuch Fotografie und Komposition, ISBN 3-934216-38-2
- 2004: GESCHICHTE IN LANDSCHAFTEN. Malerei, Grafik, Fotografie, Skulptur, Künstlerbuch, Objekte und Komposition, ISBN 3-934216-29-3
- 2000: UND DAS IST ALLES ERNST. Malerei, Grafik, Fotografie, Skulptur und Künstlerbuch zu Texten von Johannes Bobrowski, ISBN 3-934216-12-9

Zur Ausstellungsreihe Das Künstlerbuch erschien 2001, 2003, 2005, 2007 und 2009 jeweils ein Katalog; zur Ausstellungsreihe 3 + 3  junge Kunst aus drei Ländern erscheint seit 2005 jährlich ein Katalog. Ferner werden jährlich die AHRENSHOOPER SEITEN Stipendiaten des Künstlerhauses Lukas herausgegeben.